# 打田站

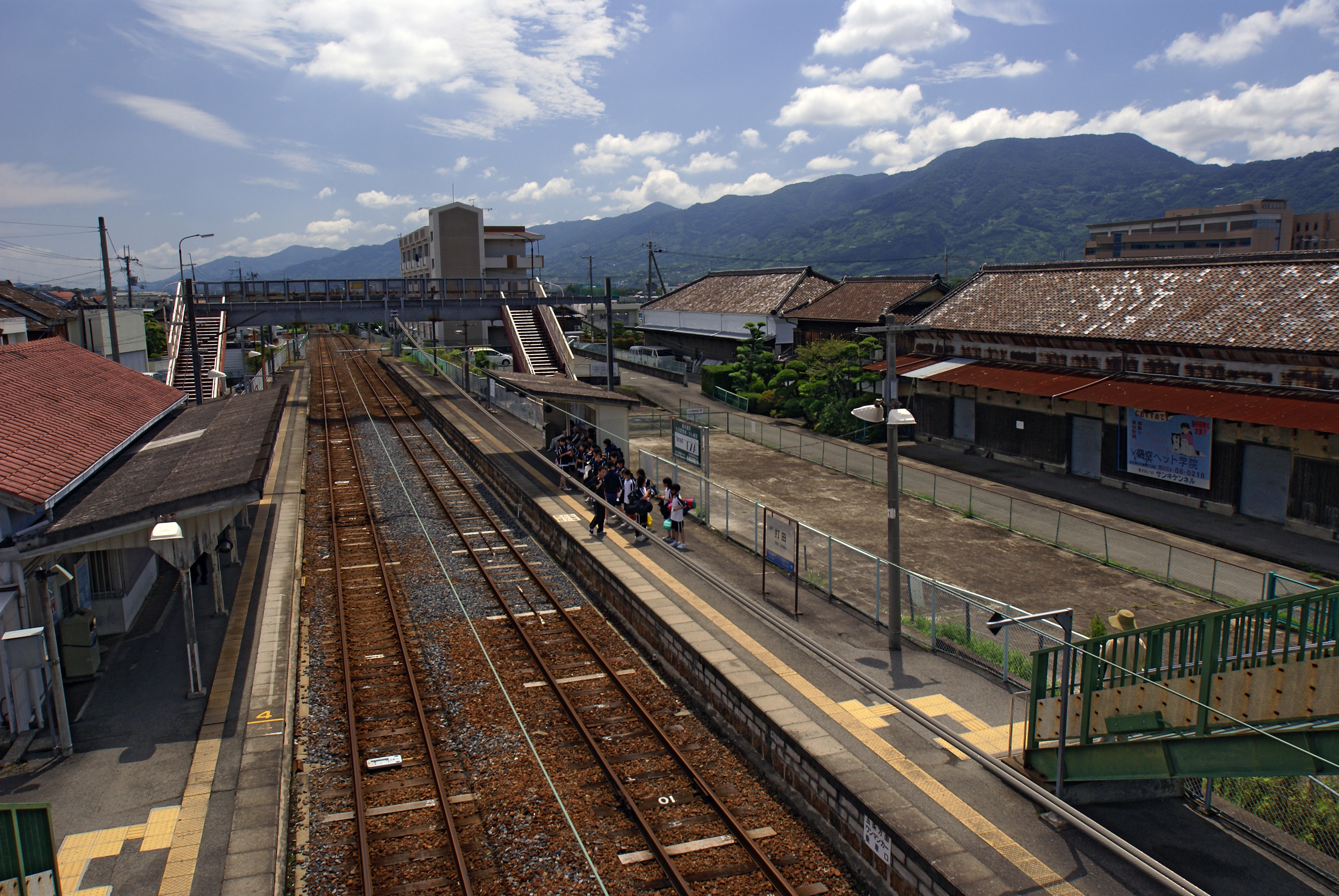
月台全景（2007年6月）

打田站（日语：／ Uchita eki */?）是位於和歌山縣紀之川市打田1241番2號，西日本旅客鐵道（JR西日本）的和歌山線車站。每日各方向各有2班快速列車停靠。

## 歷史
- 1900年（明治33年）8月24日 - 紀和鐵道（日语：紀和鉄道）船戶站至粉河臨時停車場之間開通，此站啟用[1]。
- 1904年（明治37年）12月9日 - 南和鐵道路線由關西鐵道繼承，成為關西鐵道車站[1]。
- 1907年（明治40年）10月1日 - 關西鐵道被國有化（日语：鉄道国有法），成為帝國鐵道廳車站[1]。
- 1909年（明治42年）10月12日 - 制定路線名稱，成為和歌山線車站[1]。
- 1987年（昭和62年）4月1日 - 伴隨國鐵分割民營化，車站由西日本旅客鐵道（JR西日本）營運[1][2]。
- 2020年（令和2年）
  - 3月14日 - 車站開始可以使用IC卡「ICOCA」[3]。
  - 6月1日 - 當日起成為整日無人車站。

## 車站構造
車站是一座地面車站，設有2面2線的相對式月台。車站大樓位於1號月台側，兩月台之間設有露天跨線橋連接。另外，此站設有斜道，連接車站後方與2號月台。
此站是由橋本站管理的無人車站。此站設有新式按鈕式自動售票機和廁所。

### 月台
| 月台 | 路線     | 上下行 | 方向           |
| ---- | -------- | ------ | -------------- |
| 1    | 和歌山線 | 上行   | 粉河、橋本方向 |
| 2    | 和歌山線 | 下行   | 和歌山方向     |

## 車站周邊
- 紀之川市政廳（舊・打田町（日语：打田町）公所）
- 綜合車輛製作所和歌山事業所
- 松下能源社和歌山工場（日语：パナソニックエナジー社和歌山工場）
- 百合山新四國八十八所
- 紀之川市立打田中學（日语：紀の川市立打田中学校）
- 池田郵局（日语：池田郵便局 (和歌山県)）
- 公立那賀醫院（日语：公立那賀病院）

站前設有一些商店。

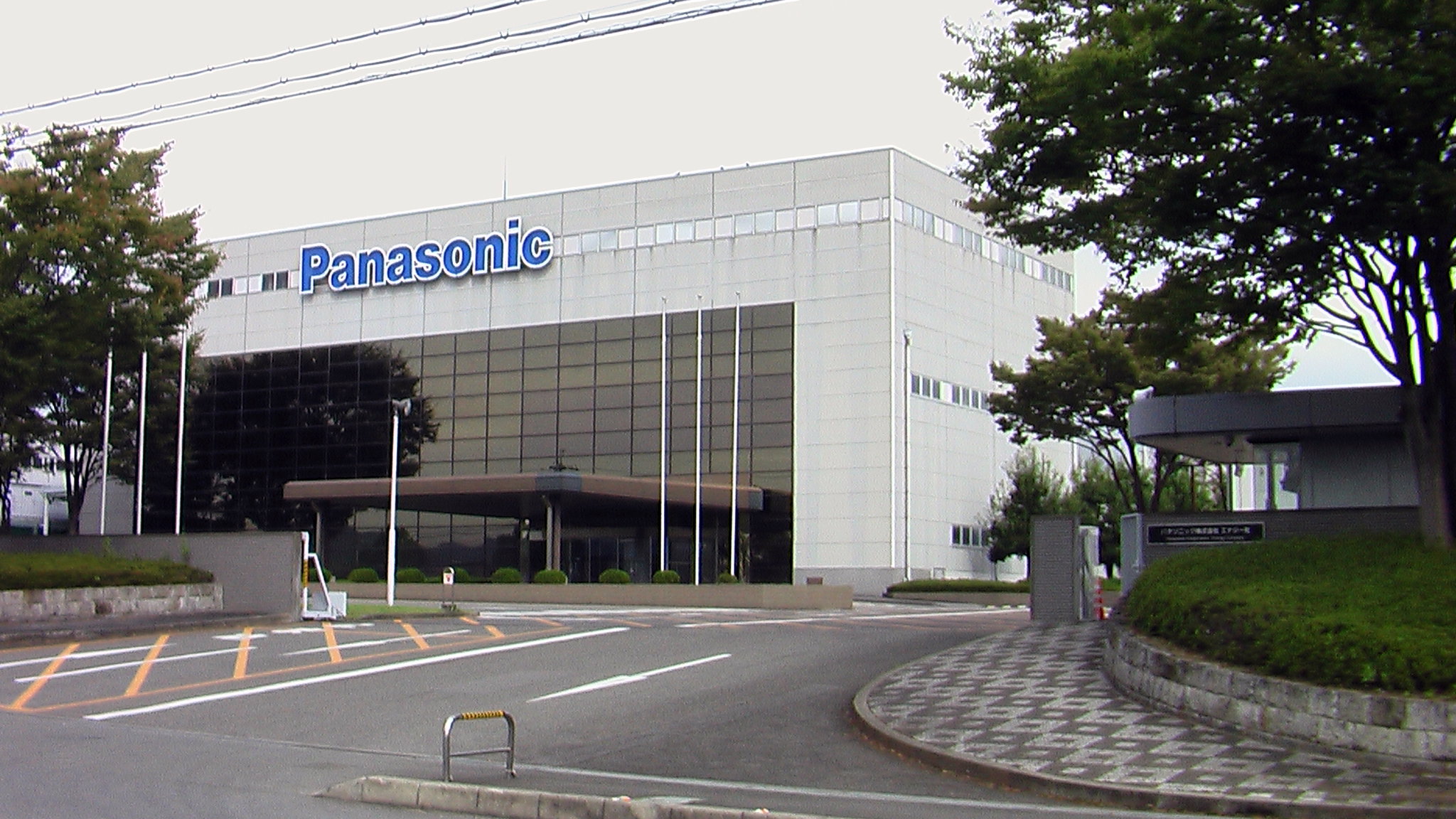
松下（株） 能源社 和歌山工場

## 巴士路線
- 紀之川社區巴士（日语：紀の川コミュニティバス）
- 和歌山巴士那賀（日语：和歌山バス那賀） 紀伊打田線

## 使用狀況
以下為1日平均乘車人次：
| 年度   | 1日平均 乘車人次 |
| ------ | ---------------- |
| 1998年 | 824              |
| 1999年 | 777              |
| 2000年 | 753              |
| 2001年 | 738              |
| 2002年 | 663              |
| 2003年 | 646              |
| 2004年 | 645              |
| 2005年 | 624              |
| 2006年 | 595              |
| 2007年 | 591              |
| 2008年 | 607              |
| 2009年 | 603              |
| 2010年 | 606              |
| 2011年 | 570              |
| 2012年 | 571              |
| 2013年 | 609              |
| 2014年 | 592              |
| 2015年 | 619              |
| 2016年 | 615              |
| 2017年 | 577              |
| 2018年 | 600              |

## 相鄰車站
西日本旅客鐵道（JR西日本）
 和歌山線
■快速
粉河－打田－岩出
■普通
紀伊長田－打田－下井阪

## 注腳
1. 1 2 3 4 5 6  曾根悟（監修）. 朝日新聞出版分冊百科編集部（編集） , 编. . 週刊朝日百科. 42号 阪和線・和歌山線・桜井線・湖西線・関西空港線. 朝日新聞出版. 2010-05-16: 20–21 （日语）.
2. ↑  『交通年鑑 昭和63年版』 交通協力會，1988年3月。
3. ↑   (PDF) (新闻稿). 西日本旅客鉄道和歌山支社. 2019-12-13  [2021-01-08]. （原始内容 (PDF)存档于2021-01-04） （日语）.
4. ↑  わかやま歩歩歩 JR和歌山線「打田駅」(2013年5月3日閲覧) （页面存档备份，存于）（日語）
5. ↑  《和歌山縣統計年鑑》和《和歌山縣公共交通機關等資料集》

## 外部連結
- 打田｜車站資訊：JR出門網 - 西日本旅客鐵道（日語）